# Битва
Би́тва (генеральное сражение) — широкомасштабные военные действия (включающие боевые) между двумя сторонами, находящимися друг с другом в состоянии войны (вооружённого конфликта).

## История
Название битве, как правило, даётся по местности, где она состоялась, например Полтавская битва. Битвы отличаются от боёв и сражений своим масштабом и значением и нередко решающей ролью для исхода отдельной операции или войны (Полтава,Йена и Аурштед, Фридланд, Ваграм, Лейпциг, Ватерлоо, Бородино, Березина, Двинск, Варшава и другие).
В Древнем мире и в Средние века, а также в Новое время до XX века битвы, как правило, проходили на компактной территории, как правило, на открытой местности, которой могли быть поля или, в отдельных случаях, замёрзшие озёра, и длились не больше, чем несколько дней. Места битв надолго впечатывались в народную память, на них нередко воздвигали памятники и ощущали с ними особую эмоциональную связь.
Самой масштабной, массовой и кровопролитной битвой в истории человечества, до начала Первой мировой войны, считалась «Битва народов».
В военной истории XX века понятие «битва» описывает совокупность боёв в рамках общей крупной операции или нескольких операций, к примеру битва на Курской дуге. Общая продолжительность таких битв могла достигать нескольких месяцев, а географическая протяжённость — десятков и сотен километров.